# Trimerotropis fontana
Trimerotropis fontana är en insektsart som beskrevs av Thomas, C. 1876. Trimerotropis fontana ingår i släktet Trimerotropis och familjen gräshoppor. Inga underarter finns listade i Catalogue of Life.

## Bildgalleri

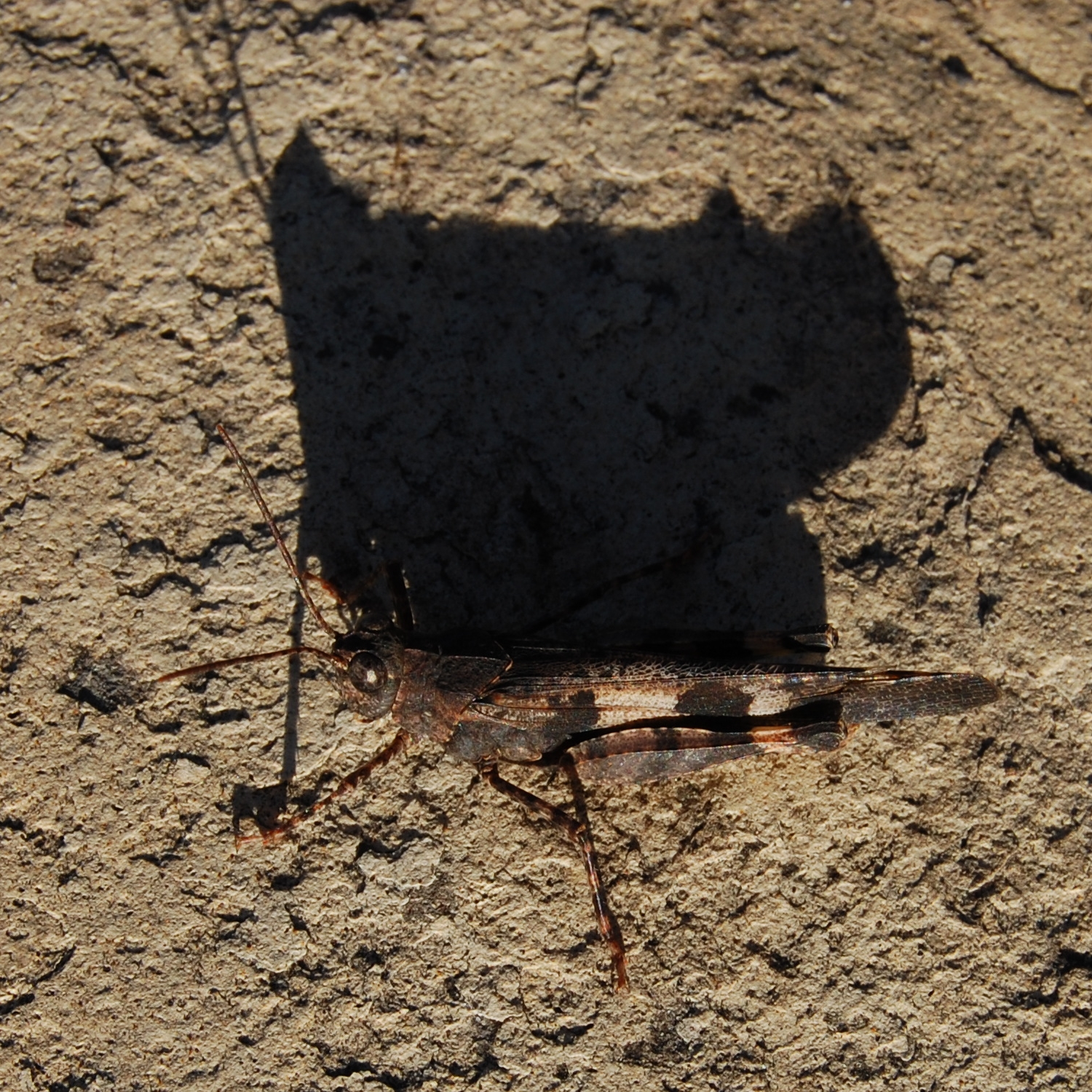